# Rebat
Rebat – wiatr stanowiący odmianę regionalną bryzy, występujący nad jeziorem Genewskim, wiejący od jeziora w stronę lądu.